# Зубов, Александр Николаевич (1797)
Граф Александр Никола́евич Зу́бов (5 марта [18 марта] 1797 — 20 ноября [3]  декабря 1875) — полковник русской императорской армии (1825) и камергер (1831) из рода Зубовых.

## Биография
Старший сын графа Николая Александровича Зубова и его жены Натальи Александровны (в девичестве — Суворовой). Имя свое получил в честь обоих дедов князя А. В. Суворова и графа А. Н. Зубова. Крещен был в Гатчинской дворцовой церкви и восприемником его был сам император Павел I. Образование получил в Пажеском корпусе, при этом, в виде особого исключения, Александр I удовлетворил просьбу матери о том, чтобы он (равно, как и его братья) жил не в казарме, как остальные пажи, а на квартире инспектора классов К. О. Оде-де-Сиона. 14 апреля 1814 года выпущен из корпуса с отличием (его имя было занесено на мраморную доску) в лейб-гвардии Кавалергардский полк корнетом. Вскоре получил чин поручика (16.01.1816) и назначен адъютантом к шефу Кавалергардского полка графу Ф. П. Уварову (03.04.1817).
25 июня 1818 года произведен в штабс-ротмистры, 9 ноября 1819 года — в ротмистры. В феврале 1820 года получил в командование 7-й запасный эскадрон Кавалергардского полка, но через год оставил полк и был назначен адъютантом к князю П. М. Волконскому. В июне 1825 года произведён в полковники и снова получил в командование эскадрон в том же полку. По преданию, в июле 1826 года граф Зубов отказался вывести свой эскадрон на место казни декабристов, вследствие чего попал в опалу (документального подтверждения эта история не имеет). В январе 1827 года был уволен с военной службы «по домашнем обстоятельствам, для определения к статским делам».
Был произведён в статские советники 22 декабря 1829 года при увольнении от службы. В феврале 1831 года вновь вступил в службу в чине коллежские советники, назначен чиновником для особых поручений при министре внутренних дел, и удостоен придворного звания камергера. В мае 1836 за выслугу лет вторично произведен в статские советники. Оставался в той же должности до марта 1838 года, когда был «уволен вовсе от службы» с производством в действительные статские советники. Жил почти постоянно в Петербурге, в доме жены, где давал обеды и балы, которые, по словам современницы, «были несколько провинциальны, хотя и проходили в красивой, большой зале, но поблекшей, слабо освещенной и плохо натопленной». Скончался в 1875 году и был похоронен в Зубовской церкви — семейной усыпальнице графов Зубовых в Сергиевой Приморской пустыни.

## Семья
Жена (с 16 августа 1821 года) — княжна Наталья Павловна Щербатова (01.06.1801—1868), дочь князя П. П. Щербатова и внучка генерал-фельдмаршала графа В. П. Мусина-Пушкина; крестница императрицы Марии Федоровны. Вместе с мужем была знакома с Пушкиным. В письме к жене от мая 1828 года князь П. Вяземский писал о бале у Олениных: «Мы с Пушкиным волочились за Зубовой, которая похожа на кошку…» Будучи единственной наследницей, после смерти отца получила большое состояние (14 тысяч душ) и оставила сыну, кроме имений, около четырёх миллионов рублей. Похоронена в Троицко-Сергиевой пустыни. Дети:
- Николай (18.09.1822—1823), похоронен в усыпальнице графов Зубовых.
- Павел (1823—1825), похоронен в усыпальнице графов Зубовых.
- Анастасия (1825—1837), похоронена в усыпальнице графов Зубовых.
- Валентин (31.08.1831[11]—1833), крещен 12 сентября 1831 года в Преображенском соборе при восприемстве графа В. В. Мусина-Пушкина-Брюса и бабушки княгини А. Н. Щербатовой; похоронен в семейной усыпальнице.
- Платон (1835—1890), тайный советник, благотворитель.